# Don Black (suprémaciste blanc)
Pour les articles homonymes, voir Don Black et Black.
Stephen Donald Black dit Don Black (né le 28 juillet 1953) est un suprématiste blanc américain. Il est le fondateur du forum Internet Stormfront, antisémite, révisionniste, raciste et néo-nazi; et en est administrateur jusqu'en 2017. Dans les années 1970 il fut grand sorcier impérial dans le Ku Klux Klan et membre du parti nazi américain. Il a été condamné en 1981 pour une tentative de renversement armé du gouvernement de l'île de la Dominique.

## Opération Red Dog
Le 27 avril 1981, Don Black et huit autres personnes sont arrêtées par des agents fédéraux américains à La Nouvelle-Orléans alors qu'ils se préparaient à embarquer sur un navire avec des armes automatiques, des fusils, des pistolets, de la dynamite, des munitions et un drapeau nazi à destination de la Dominique.

## Stormfront
En 1990, Don Black créé le site Internet Stormfront.org, un forum nationaliste blanc, suprémaciste et néo-nazi.
Le site héberge des fichiers et des liens vers un certain nombre de sites nationalistes et racistes blancs, un site de rencontres en ligne (pour les « Non-juifs hétérosexuels blancs seulement »), et des listes de diffusion électroniques qui permettent à la communauté nationaliste blanche de discuter de sujets d'intérêts,,.